# Felix Orode
Felix Orode (Kaduna, Estado de Kaduna, Nigeria; 28 de julio de 1990) es un futbolista nigeriano nacionalizado argentino. Juega de mediocampista y su equipo actual es Central Ballester que disputa la Primera C en Argentina.

## Trayectoria

### Mighty Jets FC, Sharks FC, UE Lleida y San Lorenzo de Almagro
Con 14 años, Orode convirtió un gol en la Liga Premier de Nigeria, el 24 de abril de 2004, jugando para el Mighty Jets ante el Plateau United.
Tras pasar por el Mighty Jets y luego por el Sharks FC, ambos de Nigeria, fue descubierto por el agente FIFA Marcelo Houseman, que lo llevó a Lleida de España en 2009, donde quedó seleccionado para entrenar con el plantel. Ese mismo año, pasó a San Lorenzo, de la Primera División de Argentina, que compró el 40% de su pase. El 21 de noviembre, debutó con en el primer equipo, reemplazando a Diego Rivero, contra Huracán, en Parque Patricios, partido en el cual le dio una asistencia a Juan Manuel Torres en el segundo gol de su equipo. Fue su única participación con el equipo.[cita requerida]

### Nueva Chicago, Excursionistas y Luján
Tras el aviso del entrenador Diego Simeone de que no iba a ser tenido en cuenta para el siguiente torneo del año 2010, el jugador nigeriano fue dado a préstamo a Nueva Chicago, de la B Metropolitana, donde jugó varios partidos alcanzando buenos rendimientos.[cita requerida]
En junio del 2010 regresó a San Lorenzo, bajo la dirección técnica de Ramón Díaz, quien tampoco lo iba a tener en cuenta. Entonces, se fue a la CAI. A principios de 2012 fue transferido a Excursionistas, donde jugó en muchos partidos en el torneo de la Primera C y hasta en la Copa Argentina, sieno el primer futbolista africano en disputarla. En el segundo semestre del 2012, fue fichado por Luján.

### Comunicaciones, Walter Ormeño, Excursionistas y Sportivo Barracas
A mediados de 2013 llegó a Comunicaciones, donde fue dirigido por Jorge Vivaldo. En 2014, tuvo un breve paso por el Club Deportivo Walter Ormeño de la segunda división de Perú y ese mismo año volvió a Excursionistas. El 2016 lo encontró jugando en Sportivo Barracas de la Primera C, cuarta división del fútbol argentino.[cita requerida]

### Defensores de Pronunciamiento
En 2017, fichó para el Defensores de Pronunciamiento, con el que disputó el Torneo Federal A.

## Clubes
| Club                          | País      | Año         | PJ | Goles | Prom. |
| ----------------------------- | --------- | ----------- | -- | ----- | ----- |
| Mighty Jets FC                | Nigeria   | 2004-2006   | 1  | 1     | ?     |
| UE Lleida                     | España    | 2008-2009   | 10 | 5     | 0,09  |
| San Lorenzo de Almagro        | Argentina | 2009        | 1  | 0     | 0,00  |
| Nueva Chicago                 | Argentina | 2010        | 8  | 2     | 0,00  |
| CAI                           | Argentina | 2010-2011   | 12 | 4     | 0,00  |
| Excursionistas                | Argentina | 2011-2012   | 48 | 8     | 0,09  |
| Luján                         | Argentina | 2012-2013   | 31 | 6     | 0,06  |
| Comunicaciones                | Argentina | 2013-2014   | 4  | 1     | 0,00  |
| Walter Ormeño                 | Perú      | 2014        | 8  | 3     | 0,00  |
| Excursionistas                | Argentina | 2014-2015   | 30 | 12    | 0,09  |
| Sportivo Barracas             | Argentina | 2016-2017   | 44 | 10    | 0,09  |
| Defensores de Pronunciamiento | Argentina | 2017-2019   | 42 | 11    | 0,11  |
| Gimnasia de Mendoza           | Argentina | 2019 - 2020 | 0  | 0     | 0,00  |
| Club Ciudad de Bolívar        | Argentina | 2021        | 10 | 5     | 0,00  |
| Excursionistas                | Argentina | 2022 - 2022 | 11 | 2     | 0,09  |
| Bull Dog de Daireaux          | Argentina | 2025 -      | 15 | 7     | 0,09  |